# Потреба за брзином (филм)
Потреба за брзином (енгл. Need for Speed) је амерички акциони трилер филм из 2014. године режисера Скота Воа, са Ароном Полом, Имоџен Путс, Домиником Купером, Кидем Кадијем, Рамоном Родригезом, Рамијем Малеком и Мајклом Китоном у главним улогама. Филм представља филмску адаптацију истоимене серије тркачких видео игара компаније Electronic Arts. Радња прати уличног тркача, Тобија Маршала, који након што изађе из затвора креће у Калифорнију, где се одржава важна трка у којој ће покушати да победи свог највећег конкурента, Дина Брустера, и на тај начин освети смрт свог пријатеља.
Током јула 2012. године компанија DreamWorks Pictures започела је преговоре око филма заснованом на серији видео игара Потреба за брзином, са првобитним датумом изласка за 7. фебруар 2014, док је касније одређено да ће датум изласка ипак бити 14. март 2014. године. Сценаристи, браћа Џорџ и Џон Гатинс написали су сценарио који је током априла те године достављен студију.  Иначе, интересантно је да је први избор за главну улогу, Тобија Маршала, био Тејлор Кич којем је та улога понуђена током јула 2012. године , док се Арон Пол првобитно налазио на кастингу за улогу Дина Брустера, али се са тим нису слагали режисер Скот Во и шеф DreamWorks-a Стивен Спилберг, па је стога главна улога на крају током октобра исте године припала њему. Истог месеца, Имоџен Путс је изабрана за главну женску улогу , док су се у јануару 2013. године пројекту придружили и Доминик Купер, Кит Кади, Рамон Родригез, Рами Малек и Харис Гилбертон. Месец дана касније током фебруара у пројекат је уведен и Мајкл Китон.
Такође, интересантно је да су се аутори филма одлучили против употребе компјутерских анимација, па су стога возачи после пар месеци обуке, најчешће сами управљали возилима у акционим секвенцама филма.  А сви егзотични аутомибили које су гледаоци имали прилике да виде током филма представљају само реплике, сем Mercedes-Benz SLR McLaren 722 roadster-a. Потреба за брзином је премијерно објављена у 3Д и ИМАХ 3Д формату 14. марта 2014. године  у америчким бископима.
Добио је углавном помешане и претежно негативне оцене, уз много похвала за тркачке сцене, наступе главних глумаца, али и бројне негативне рецензије на целокупну радњу филма. Упркос томе филм представља прави комерцијални успех, јер је са буџетом од 66 милиона $ успео да заради око 203 милиона $.

## Радња
Тоби Маршал је улични возач нижег ранга из Њујорка који није остварио превише успеха у својој каријери. Уместо трка у великим лигама Тоби се определио да преузме радњу свог оца, којој је главни конкурент Дино Брустер, возач који се такмичио у најјачим светским лигама.
Сплетом околности Тоби завршава у затвору због погибије његовог доброг пријатеља, за коју није одговоран он већ Дино. Радња се затим помера 2 године касније, када Тоби излази из затвора, жељан освете. Поново окупља своју екипу и вози трке од Њујорка до Калифорније како би стекао услов за учешће у веома битној трци под називом De Leon, у којој ће покушати да победи Дина и тако му се освети.

## Улоге
| Глумац            | Улога                        |
| ----------------- | ---------------------------- |
| Арон Пол          | Тоби Маршал                  |
| Имоџен Путс       | Џулија Медон                 |
| Доминик Купер     | Дино Брустер                 |
| Кид Кади          | наредник Бени Маверик Џексон |
| Рамон Родригез    | Џо Пек                       |
| Рами Малек        | Фин                          |
| Дакота Џонсон     | Анита Колман                 |
| Харис Гилбертон   | Пит Колман                   |
| Мајкл Китон       | Монарх                       |
| Стиви Реј Далимор | Бил Инграм                   |
| Џалил Џеј Линч    | Џими Макинтош                |
| Кармела Сумбадо   | Џени Би                      |
| Логан Холадеј     | Ди-џеј Џозеф                 |